# 大野精七
大野 精七（おおの せいしち、1885年（明治18年）8月17日 - 1982年（昭和57年）12月30日）は日本の医師、医学博士。

## 人物

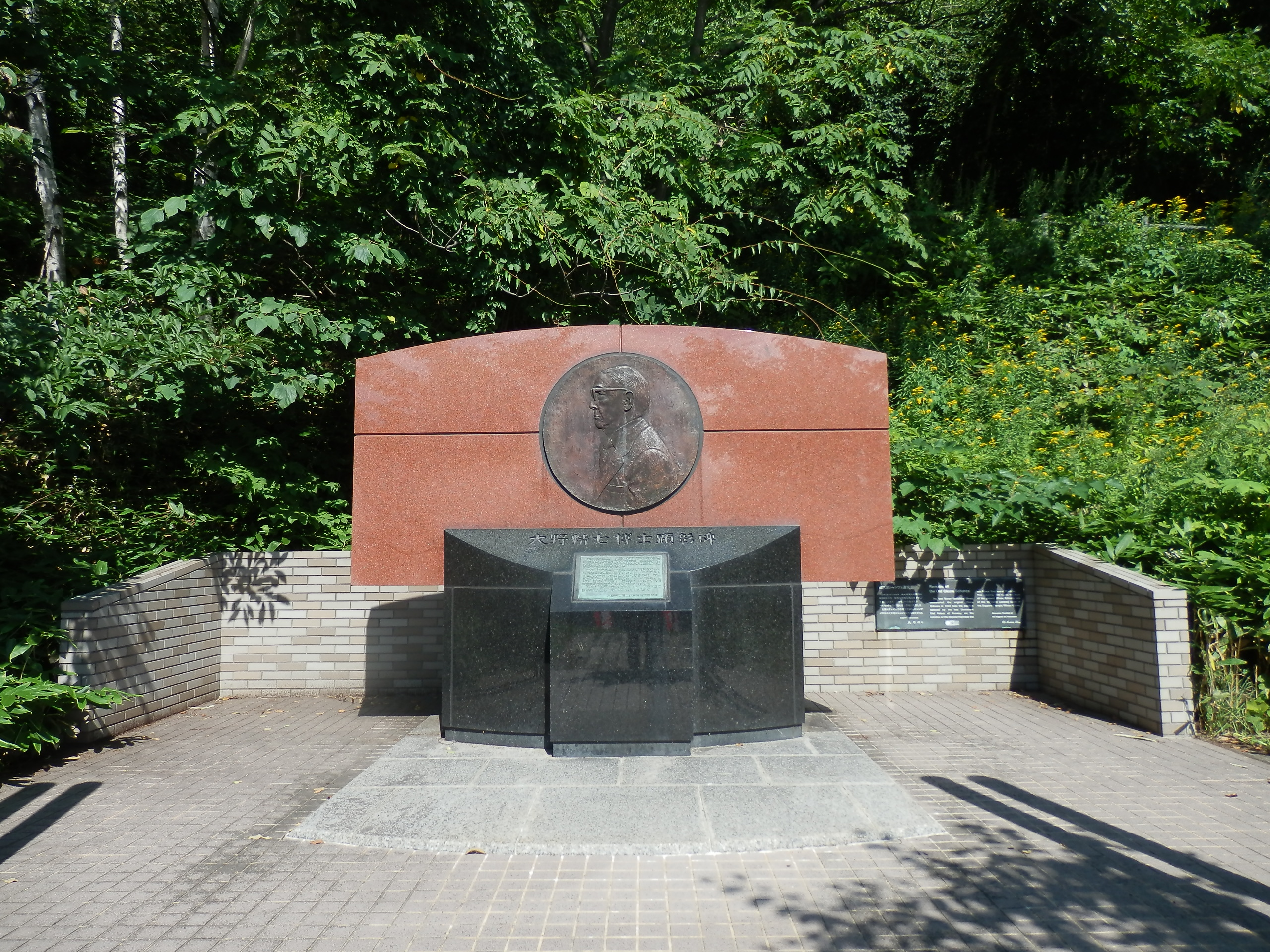
大倉山ジャンプ競技場に建立された「大野精七博士顕彰碑」観客席への登り口にある

茨城県河内郡生板村（現・稲敷郡河内町）生まれ。東京帝国大学医学部卒。1924年（大正13年）、北海道帝国大学産婦人科学教授。1950年（昭和25年）、北海道立札幌医科大学学長（初代）に就任し、同学の発展に貢献した。1961年、北海道文化賞受賞。
また、日本のスキー界の発展にも寄与した。1921年北海道帝国大学への赴任をきっかけにスキーを始め、2年間のドイツ留学後1924年北大スキー部第五代部長にも就任。1926年、手稲山に日本最初のスキー小屋「パラダイス・ヒュッテ」を建設、その後も空沼小屋（1928年）や、「無意根小屋」（1931年）の建設にも携わった。
全日本スキー連盟の設立に参画、1936年同連盟副会長・第5回冬季オリンピック札幌大会実行委員会副委員長として招致に奔走、宮様スキー大会終生大会長等を勤めた。
その後70歳でスキーを辞め、晩年の72歳からはゴルフにも傾倒し札幌国際カントリークラブ島松コースの名誉理事長も務めた。
1982年大倉山ジャンプ競技場に建立された「大野精七博士顕彰碑」はそれらの功績を称えたものである。
なお、1974年7月1日より東日本学園大学初代学長（～1977年6月30日）。学長退任後、1977年7月1日より学園長（名誉学長）（～1982年12月30日）
札幌医科大学教授の大野公吉および札幌医科大学助教授の大野恒吉は子、東北大学大学院教授の大野公一は孫。精七の孫は他に、大野光二、大野眞里がいる。

## 著書
- 『北海道のスキーと共に』（私家版）　札幌市中央図書館蔵